# Murales de Kiev
Los murales de Kiev son una serie de murales pintados en los costados de numerosos edificios de Kiev, la capital de Ucrania, desde la revolución del Euromaidán en 2014. Hay unos 170 murales realizados por 35 artistas de diversas nacionalidades repartidos por toda la ciudad. Estos murales no son financiados por el gobierno, sino que son iniciativa de patrocinadores o grupos artísticos independientes.

## Selección de obras

### La reconstrucción
La reconstrucción es un mural del artista callejero Fintan Magee, pintado en 2015. Representa a una sola mujer que carga con un montón de ramas y que está de pie con el agua hasta los tobillos, aparentemente después de una inundación. La inundación es un tema recurrente en las obras de Magee, y la obra parece representar los primeros pasos de la reconstrucción después de un desastre.

### Serhiy Nigoyán
Serhiy Nigoyán es un mural epónimo en honor a la primera persona muerta durante los disturbios en la calle Hrushevski, un activista armenio-ucraniano que recibió un disparo por parte del Bérkut durante una protesta. El retrato fue creado por el artista portugués Alexandre Farto (Vhils) y se encuentra en el Jardín de los Cien Celestiales, un espacio anteriormente vacío que se transformó para homenajear a las víctimas de los disturbios.

### La renovación
La renovación es una obra conjunta del dúo francés Seth x Kislow que está considerada como uno de los murales más reconocibles de Kiev. Creado en abril de 2014, el mural plasma temas de orgullo nacional ucraniano y esperanza para el futuro.

### San Jorge ucraniano
San Jorge ucraniano, del artista AEC, es un mural alegórico que remite a la leyenda de San Jorge y el dragón. La obra incluye asimismo un mensaje político moderno, puesto que plasma a Ucrania dividida entre las dos cabezas del dragón, que representan a Rusia al este y a la OTAN al oeste.

### El mensajero de la vida
El mensajero de la vida es un mural de Oleksandr Brittsev que representa un cuervo blanco, símbolo de las buenas noticias, rodeado de cuervos negros. La obra se puede encontrar escondida en un patio en la calle Reitarski, y hace referencia a una historia según la cual tres cuervos vivieron en una jaula en ese mismo patio durante veinte años.

### Felicidad simple
En 2017, el artista español Javier Robledo, conocido profesionalmente como Xav, creó en la calle Yamska un mural de un niño sonriente como parte del proyecto artístico Art United Us. Sin embargo, el mural suscitó reacciones adversas de algunos vecinos debido a que el niño representado era negro. Además, algunas dificultades técnicas causaron un retraso en la realización del mural, que tardó un mes en lugar de las dos semanas previstas.